# Tibouchina albescens
Tibouchina albescens är en tvåhjärtbladig växtart som beskrevs av Célestin Alfred Cogniaux och Auguste François Marie Glaziou. Tibouchina albescens ingår i släktet Tibouchina och familjen Melastomataceae. Inga underarter finns listade i Catalogue of Life.